# Ganzkörpertaufe

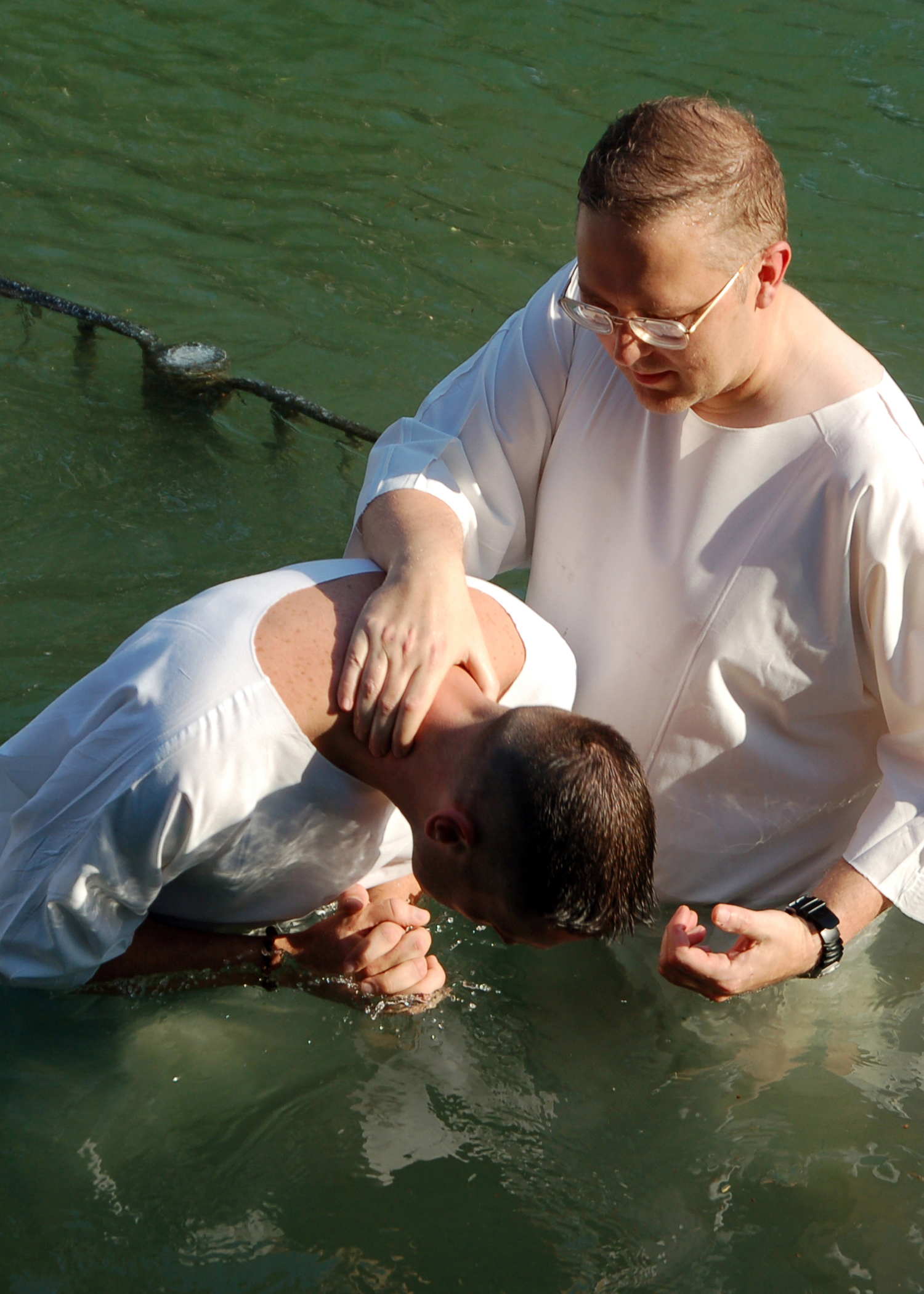
Taufe eines Soldaten durch US-Militärpfarrer im Jordan (2008)

Die Ganzkörpertaufe ist die ursprüngliche Form der christlichen Taufe. Sie wird durch Untertauchen (Immersionstaufe) oder durch Übergießen (Infusionstaufe) vollzogen.
Orthodoxe Kirchen und viele Freikirchen praktizieren die Ganzkörpertaufe.
In der römisch-katholischen Kirche und den evangelischen Landeskirchen war sie in der Frühen Neuzeit ungebräuchlich geworden, ist aber heute wieder möglich. Der Regelfall ist in diesen Kirchen aber weiterhin eine reduzierte Form der Infusionstaufe: Wasser fließt hörbar und sichtbar, aber nur wenig Wasser gelangt auf den Kopf des Täuflings.
Der folgende Artikel beschäftigt sich mit der Wasserhandlung, die nur eine Sequenz des gesamten Taufrituals ist.

## Ganzkörpertaufe im Neuen Testament

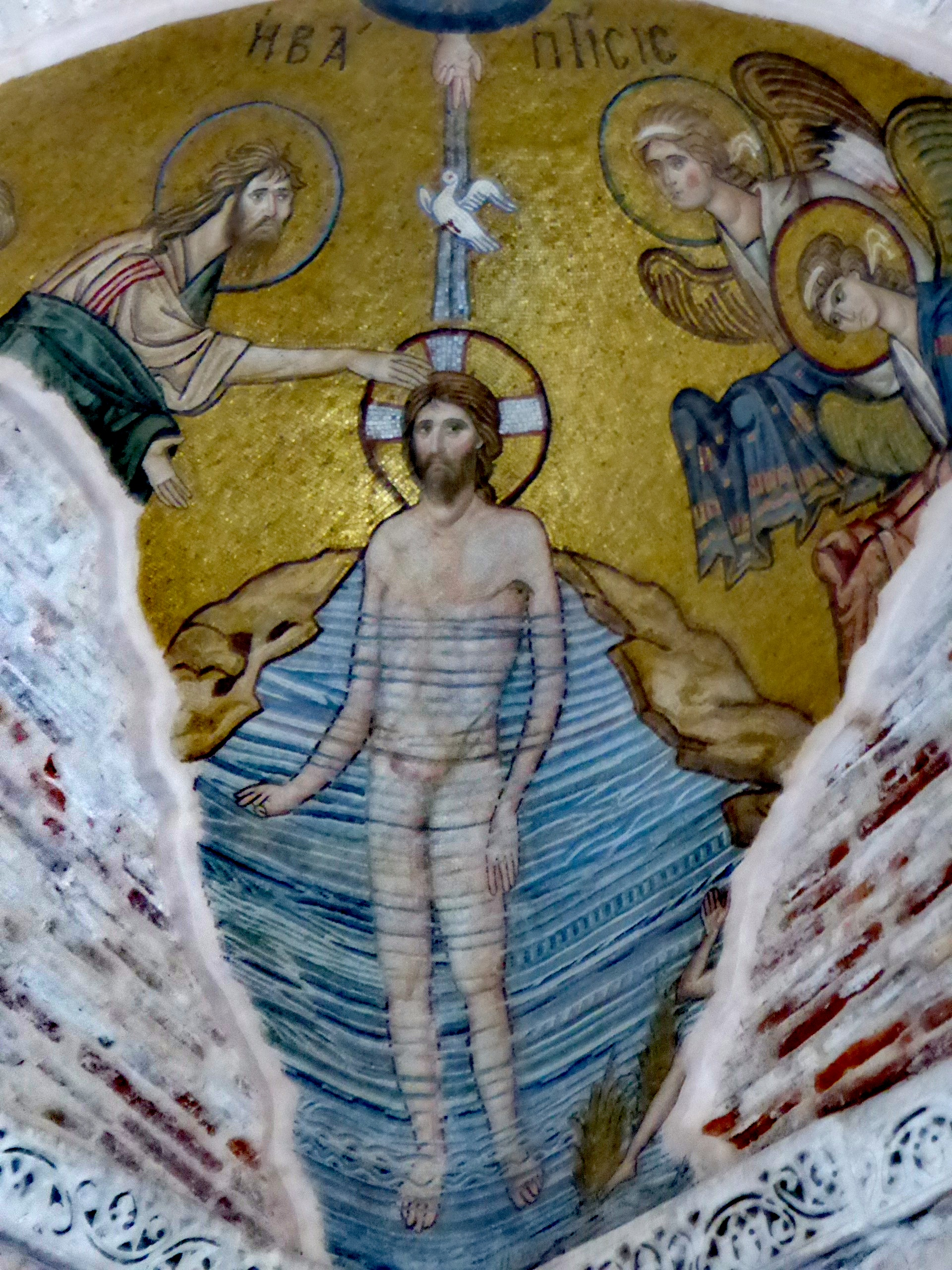
Taufe Christi (byzantinisches Mosaik, 11. Jahrhundert, Kloster Dafni)

Dass die Taufe in der Urgemeinde durch Untertauchen vollzogen wurde, geht besonders deutlich aus Röm 6,3–4  hervor: Der Getaufte hat im Wasser untertauchend Anteil am Sterben und aus dem Wasser auftauchend Anteil an der Auferstehung Jesu Christi. Durch den Akt der Taufe entsteht eine Art Schicksalsgemeinschaft mit Jesus. Ulrich Wilckens kommentierte: Bei der Taufe durch Untertauchen mache der Mensch die elementare Erfahrung, hilflos in der Wasserflut zu versinken und angewiesen zu sein auf Hilfe und Rettung; „und die Erfahrung der Taufe als der Wirklichkeit dieser Rettung wird dann zum Grund eines das ganze Leben bestimmenden Urvertrauens in die göttliche Rettungskraft, die mitten in aller hilflosen Angst diese überwindet.“
Die Taufe durch Untertauchen blieb lange die Normalform des Taufvollzuges, allerdings zeigt die Bestimmung in der Didache, dass bereits am Ende des 1. Jahrhunderts auch der Vollzug durch Übergiessen des Kopfes mit Wasser vorkam.

## Tauforte in der Natur

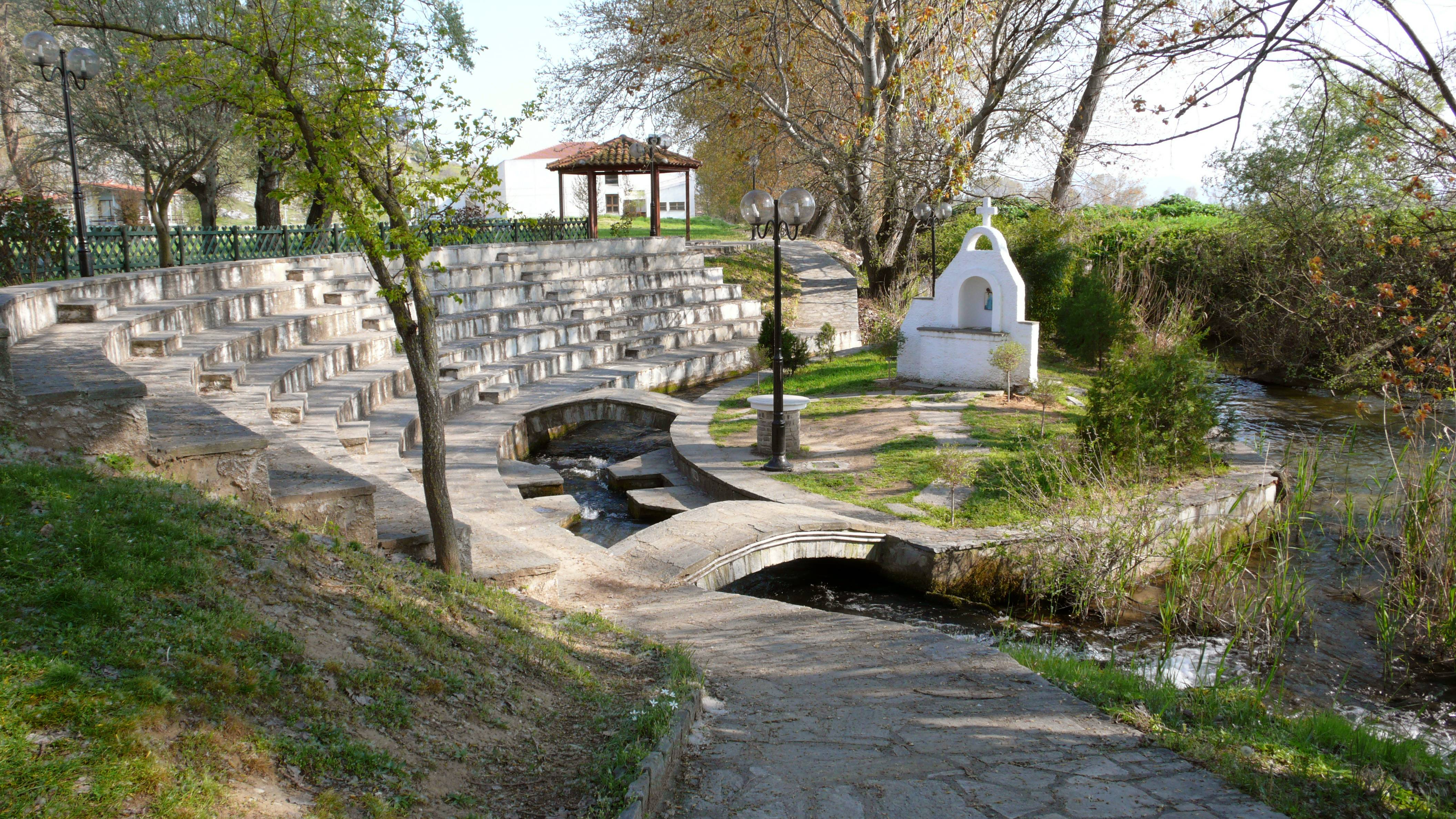
Moderne orthodoxe Taufstätte in Philippi, an der Stelle, wo Paulus der Tradition nach die Lydia taufte

### Antike
Das Christentum hat seinen Ursprung im östlichen Mittelmeerraum, wo ein Bad im kalten Wasser von den klimatischen Bedingungen her einen belebenden und erfrischenden Aspekt hat. In der Urgemeinde wurde in „lebendigem Wasser“ getauft. In der Didache ist folgendes zur Taufpraxis festgehalten: 
Bezüglich der Taufe haltet es so: Wenn ihr all das Vorhergehende gesagt habt, „taufet auf den Namen des Vaters und des Sohnes und des Heiligen Geistes“ in fließendem Wasser. Wenn du aber kein fließendes Wasser hast, dann taufe in einem anderen Wasser; wenn du es nicht  in kaltem tun kannst, tue es im warmen. Wenn du beides nicht hast, gieße dreimal Wasser auf den Kopf „auf den Namen  des Vaters und des Sohnes und des Heiligen Geistes“. Vor der Taufe soll fasten der Taufende, der Täufling und wer  sonst kann; den Täufling lasse ein oder zwei Tage zuvor fasten.
 Laut Christian Strecker wurde der Täufling entweder dreimal untergetaucht, oder er stand im niedrigen Wasser und sein Kopf wurde dreimal mit Wasser übergossen.
Justin formulierte im 2. Jahrhundert, die Täuflinge würden „an einen Ort geführt, wo Wasser ist, und werden neu geboren in einer Art von Wiedergeburt …; denn im Namen Gottes, des Vaters und Herrn aller Dinge, und im Namen unseres Heilandes Jesus Christus und des Heiligen Geistes nehmen sie alsdann im Wasser ein Bad.“ (Erste Apologie, 61: Die Taufe)
Der Barnabasbrief (11,11) erwähnt, dass sie ins Taufwasser hinab- und wieder hinaufstiegen.
Tertullian zufolge machte es keinen Unterschied, wo jemand getauft wurde: Es sei unwichtig, „ob jemand im Meere oder in einem Sumpfe, in einem Flusse oder in einer Quelle, in einem See oder in einem Wasserbecken (in alveo) abgewaschen wird, und es ist kein Unterschied zwischen denen, welche Johannes im Jordan, und denen, welche Petrus im Tiber getauft hat.“ (De baptismo, IV,3)

### Frühmittelalter

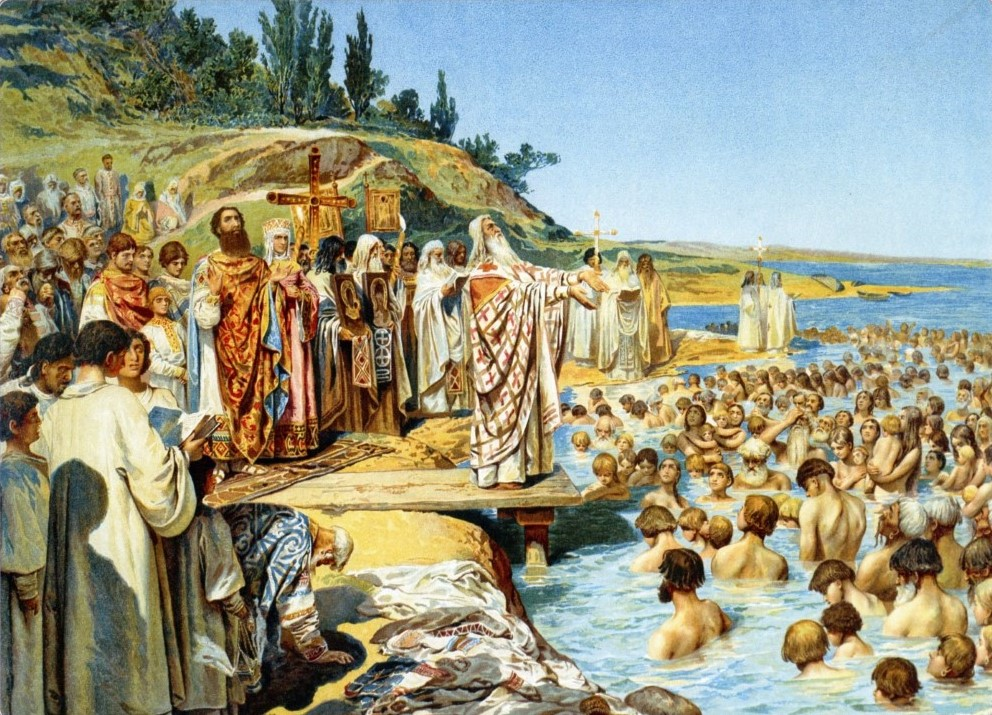
Taufe der Bevölkerung von Kiew im Dnepr (Gemälde von Klawdij Wassiljewitsch Lebedew, um 1900)

Im 8. Jahrhundert griff Bonifatius bei seiner Mission auf die Anfangszeit des Christentums zurück. Er taufte Erwachsene durch Untertauchen in Flüssen. Im Jahr 988 fand eine Massentaufe der Kiewer Rus im Dnepr statt.
Otto von Bamberg ließ bei der Missionierung von Pommern im 12. Jahrhundert drei große Fässer eingraben und darüber je ein Zelt errichten, da die Menschen unbekleidet getauft wurden.

### Neuzeit

#### Täuferbewegung
Die Täuferbewegung des 16. Jahrhunderts wollte die urchristliche Gläubigentaufe zurückgewinnen, die äußere Form der Taufhandlung war weniger wichtig. Der Kopf der knienden Person wurde mit Wasser besprengt oder übergossen. Menno Simons beispielsweise erwähnte, dass die Taufe mit „einer Handvoll Wasser“ ausgeführt wurde.

##### Konrad Grebel und sein Kreis
Die Immersionstaufe war eine Besonderheit der frühen Schweizer Täuferbewegung. Konrad Grebel taufte Wolfgang Ulimann, indem er ihn auf dessen Wunsch hin 1525 nahe Schaffhausen im Rhein untertauchte. Der Chronist Johannes Kessler schrieb, Ulimann habe „nit wolt mit ainer schussel mit wasser allain begossen“ werden; daraufhin seien die beiden zum Ufer des Rheins gegangen, und Ulimann sei „in dem Rhin von dem Grebel under getruckt und bedeckt werden.“ Am Palmsonntag, dem 9. April 1525, taufte Grebel eine große Zahl von Personen aus Sankt Gallen, die von Ulimann Taufunterricht erhalten hatten, in der Sitter.
Dass die Todesstrafe an den Schweizer Täufern durch Ertränken in Flüssen vollzogen wurde, kommentierte Huldrych Zwingli 1526 zustimmend so: wer sich taufen lasse, „der werde ganz untergetaucht; das Urteil ist schon gefällt.“

##### Polnische Brüder
Erst die unitarisch ausgerichteten Polnischen Brüder forderten und praktizierten regelmäßig die Immersionstaufe (also die Taufe mittels Untertauchen), wodurch sie sich von den übrigen Täufern im Westen unterschieden. Dazu beigetragen hatte vermutlich der frühe Kontakt mit den Schriften Servets, der die Immersionstaufe als einziges Zeichen der Konversion zum christlichen Glauben ansah. Die Vertreibung der Polnischen Brüder 1658 führte später zu einer Verbreitung der Taufpraxis in anderen täuferischen und taufgesinnten Gemeinschaften.

##### Rijnsburger Kollegianten
Mennoniten in Waterland (Nord-Holland), auch bekannt unter dem Namen Kollegianten, praktizierten im frühen 17. Jahrhundert die Gläubigentaufe durch Untertauchen. Nach traditioneller Ansicht empfing Richard Blunt bei ihnen die Taufe, die er dann an die englischen Baptisten weitergab. Die Kollegianten, deren Zentrum die Stadt Rijnsburg war, hatten zuerst im Bottich eines Gerbers die Immersionstaufe vollzogen, später aber tauften sie öffentlich sichtbar in der Vliet.

##### Mennonitische Reformbewegungen
Die sogenannten Dompelaars hatten unter anderem in Hamburg-Altona seit 1708 eine eigene Kirche und nutzten für die Ganzkörpertaufe einen Teich bei Barmbek. Ein Teil der Krefelder Dompelaars wanderte 1719 nach Pennsylvania aus (Schwarzenauer Brüder, Dunkers).

#### Baptisten
Einem Teil der britischen Baptisten (Particular Baptists) war es im 17. Jahrhundert wichtig, auch die Taufhandlung gemäß dem biblischen Vorbild durchzuführen. Richard Blunt taufte im Januar 1642 eine Gruppe von 53 Gläubigen durch Untertauchen. Es gab unter den frühen britischen Baptisten eine Vielfalt an Taufformen. Einige Gruppen praktizierten weiter die Taufe durch Übergießen.
Außenstehende reagierten oft ablehnend auf die Immersionstaufe. Besonders für eine Frau war es im England des 17. Jahrhunderts völlig ungewöhnlich, egal wie bekleidet im Wasser unterzutauchen. Die frühen Baptisten unternahmen daher Anstrengungen, um der Schicklichkeit Genüge zu tun.
Die folgende Beschreibung einer Taufe in Whittlesford 1767 zeigt den typischen Ablauf einer baptistischen Taufe des 18. Jahrhunderts. Die Baptistengemeinden von Cambridge und Saffron Walden konnten hier einen Nebenarm des River Cam für die Ganzkörpertaufe nutzen:
- Nach einem Gottesdienst am Ufer des Flusses zogen sich Männer und Frauen in verschiedene Umkleideräume zurück.
- Die männlichen Täuflinge trugen über ihrer normalen Kleidung anstelle des Mantels ein langes weißes, gegürtetes Gewand, das am Saum mit Blei beschwert war, und eine weiße Kappe.
- Die weiblichen Täuflinge trugen ihre übliche Kleidung, allerdings in weißer Farbe, die Oberkleider waren an die Strümpfe angeheftet worden und die Säume mit Blei beschwert.
- Nach einem Lied und einer Ansprache führte der Prediger (der einen schwarzen Gelehrtenrock trug) den ältesten Täufling an der Hand ins Wasser hinab, bis zu einer geeigneten, tiefen Stelle. Dort sprach er die trinitarische Taufformel und tauchte den Gläubigen einmal im Fluss unter.
- Assistenten halfen den Getauften zurück ans Ufer.

### Gegenwart

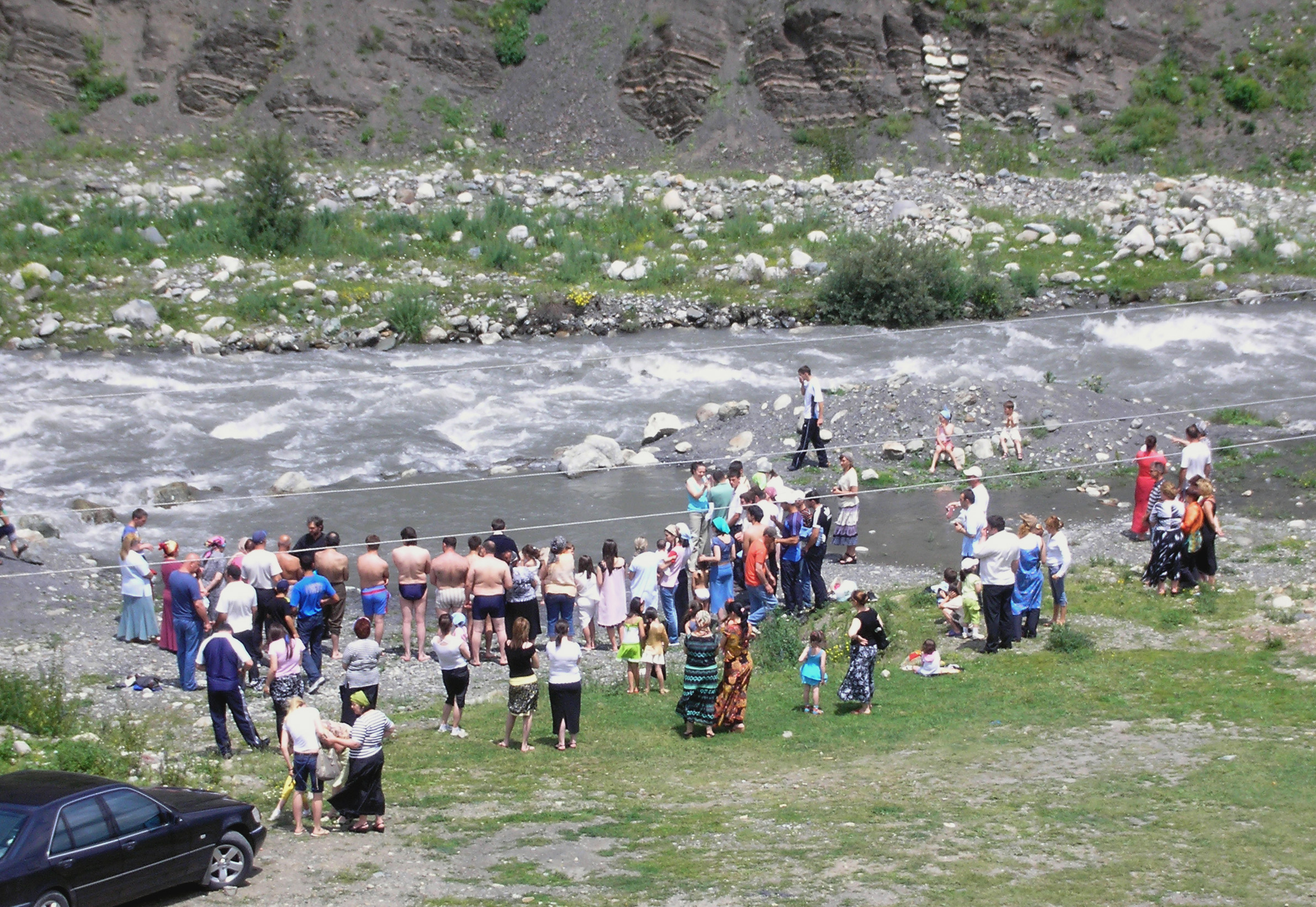
Russisch-orthodoxe Taufe im Fluss Fiagdon, Nord-Ossetien (2008)

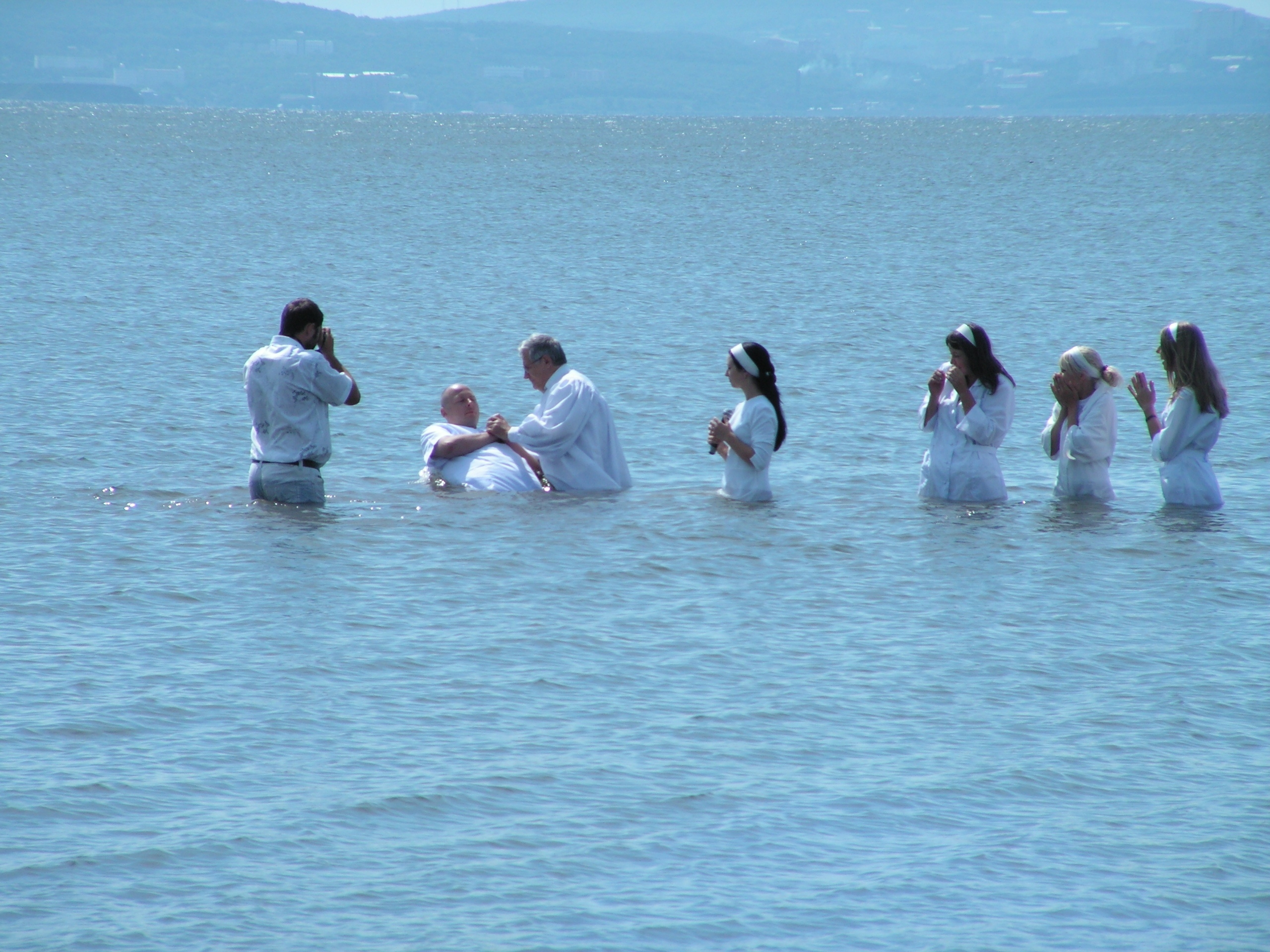
Baptistische Taufe im Meer bei Wladiwostok (2008)

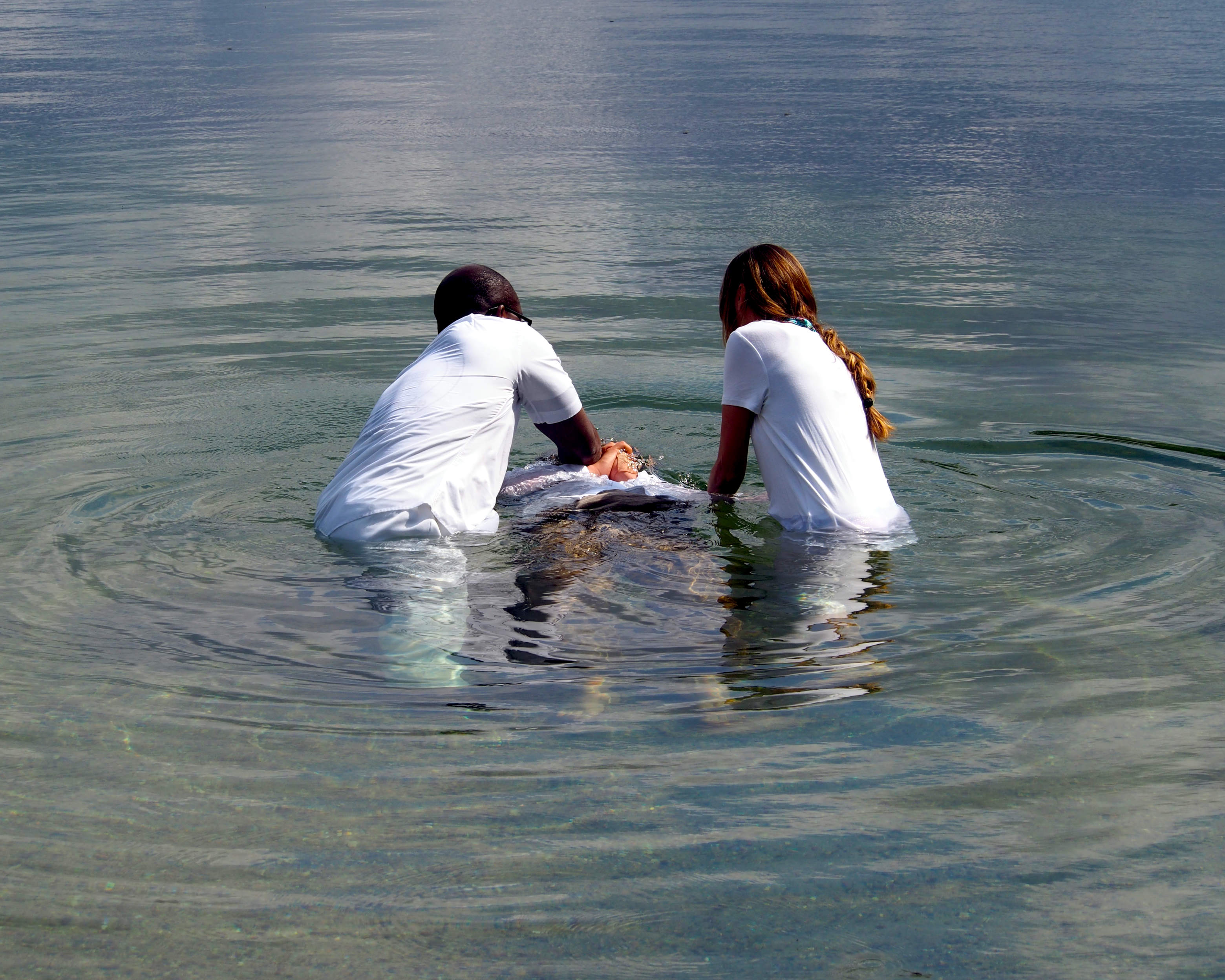
Pfingstliche Taufe in einem Pfälzer Baggersee 2024

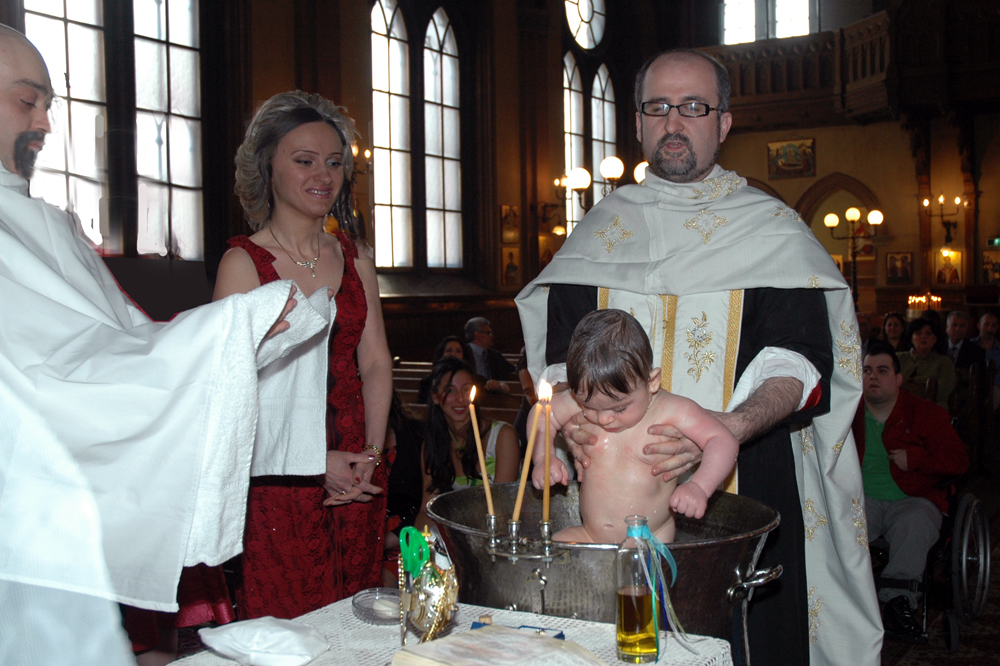
Säuglingstaufe durch Untertauchen (Griechisch-orthodoxe Kirche)

#### Orthodoxe Kirchen
Es ist grundsätzlich möglich, an Orten in der Natur (Fluss, See, Meer) zu taufen. Davon zu unterscheiden ist das Untertauchen in Gewässern zur Erinnerung an die Taufe Jesu im Jordan (siehe: Große Wasserweihe, Qasr al-Yahud).
- In Russland finden seit dem Ende der Sowjetunion häufig Taufen in Flüssen statt, bei denen Hunderte von Personen jedes Alters von Priestern oder Bischöfen dreimal ganz untergetaucht werden. Dies geschieht vor allem am 28. Juli, dem Gedenktag der Taufe der Kiewer Rus. Das Moskauer Patriarchat unterstützt diese sich neu herausbildende Tradition.[19]
- In der Äthiopisch-Orthodoxen Kirche findet die Erwachsenentaufe wenn möglich morgens statt. Der Priester begleitet den Täufling zu einem Fluss oder Teich und taucht ihn dreimal ganz unter, im Namen des Vaters, des Sohnes und des Heiligen Geistes. Falls eine solche Taufstelle nicht erreichbar ist, übergießt der Priester den Täufling dreimal mit Wasser. Wenn der Körper dabei komplett übergossen worden ist, ersetzt dieses Ritual das Untertauchen.[20]

#### Freikirchen
Wichtig für die praktische Durchführung der Immersionstaufe, vor allem in evangelischen Freikirchen, wurde eine bestimmte Interpretation dieser Bibelstelle, die auf Bischof Gilbert Burnet (1694) zurückgeht: „Wir wissen, dass das ursprüngliche Ritual der Taufe darin bestand, ins Wasser hineinzugehen und darin wie ein Toter rückwärts hineingelegt zu werden (being laid as dead backwards all-along in them); und dann wurden die Täuflinge aufgerichtet, und so kamen sie wieder aus dem Wasser heraus.“
In vielen Freikirchen wird der Täufling nur einmal untergetaucht. Die Taufe kann in einem Gewässer geschehen, ebenso gut aber auch im Schwimmbad oder einem Taufbecken.
Für den Bund Freier Evangelischer Gemeinden wird beispielsweise folgender Ablauf als typisch angesehen: Der weiß gekleidete Täufling begibt sich in das Wasser, wo er vom Täufer in Empfang genommen wird. Dieser legt seine linke Hand auf den Kopf des Täuflings und spricht die trinitarische Taufformel. Dann taucht er ihn einmal kurz im Wasser unter, entweder rückwärts oder senkrecht nach unten, und hebt ihn wieder aus dem Wasser empor, oft mit dem Votum: „Friede sei mit dir!“ In manchen Gemeinden applaudieren die Gottesdienstteilnehmer und bekunden so ihre Freude über die Taufe.

#### Evangelische Landeskirchen
Die neue Taufagende der VELKD und der UEK (Entwurf zur Erprobung, 2018) sieht die Möglichkeit eines Tauffestes in der Natur vor. Da der Taufgottesdienst grundsätzlich öffentlich ist, muss dies auch bei einer Feier in der Natur gewährleistet sein. Neben der Option, Wasser zu schöpfen und an einer Taufstation in traditioneller Weise zu taufen, gibt es auch die Variante, in einem Fluss oder See zu taufen: Die Täuflinge (ältere Kinder, Jugendliche oder Erwachsene) stehen bis zu den Knien im Wasser und werden übergossen oder untergetaucht.
Die Württembergische Landeskirche änderte als erste Gliedkirche der EKD 2018 ihre Kirchenordnung, um die Ganzkörpertaufe für jugendliche und erwachsene Täuflinge ab Januar 2019 zu ermöglichen. „Diese neu eingeführte Form der Taufe orientiert sich an der frühchristlichen Taufpraxis und soll daher vor allem bei Taufen im Freien an einem fließenden Gewässer durchgeführt werden.“ Die äußere Form der Taufe gehört nach lutherischer Tradition zu den Mitteldingen (Adiaphora), was die Akzeptanz für die Ganzkörpertaufe erhöhte. Man sah aber die Gefahr einer „Eventisierung“ des Sakraments.

## Tauforte in und bei Kirchen

### Antike
Siehe auch: Liste spätantiker Taufpiscinen.

#### Benutzung der Taufpiscinen

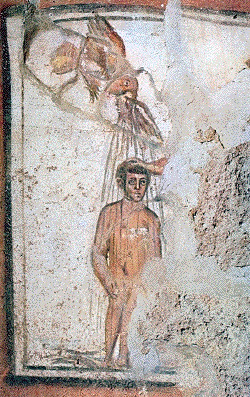
Taufe durch Übergießen, Katakombe St. Marcellinus und Petrus

Die Traditio Apostolica, eine ursprünglich wohl ägyptische Kirchenordnung des 4. Jahrhunderts, setzt ein mit Stufen versehenes Taufbecken voraus. Priester, Täufling und Diakon stiegen nach dem Ritual der Salbung in das Wasser. Der Priester stellte die drei Tauffragen, und nach jeder bejahenden Antwort übergoss der Diakon den Täufling mit Wasser. Bei der Taufe von Frauen assistierten Diakoninnen.
Bei einer Beckentiefe von beispielsweise einem Meter ist zu berücksichtigen, dass das Becken wohl nicht bis zum Rand gefüllt war. Man kann nur Vermutungen darüber anstellen, wie die Taufe in diesen Becken ablief.
- Eine Rekonstruktion geht davon aus, dass der Priester mit dem Täufling ins Wasser hinabstieg, sich dann in den Seitenarm des kreuzförmigen Beckens stellte und von hier aus die Taufe durch Untertauchen vollzog.
- Ein anderer Vorschlag ist, dass Assistenten bei der Taufe mit ins Wasser stiegen und dem Täufling halfen, sich rückwärts fallen zu lassen und flach auf dem Boden des Taufbeckens auszustrecken. Nicht in allen antiken Taufbecken wäre das praktikabel gewesen.[27]
- Die vereinzelten Darstellungen der Taufe in der frühchristlichen Kunst zeigen dagegen regelmäßig einen im niedrigen Wasser stehenden Täufling, dessen Kopf aus einem Gefäß übergossen wird – ähnlich einer modernen Dusche.[28] Die Taufe wird in den Quellen als ein Bad (griechisch λουτρόν loutrón) bezeichnet; in der Terminologie des antiken Badewesens ist damit gemeint, dass der Badende sich entkleidete und sich stehend mit Wasser übergoss oder übergießen ließ.[29]

### Mittelalter und frühe Neuzeit

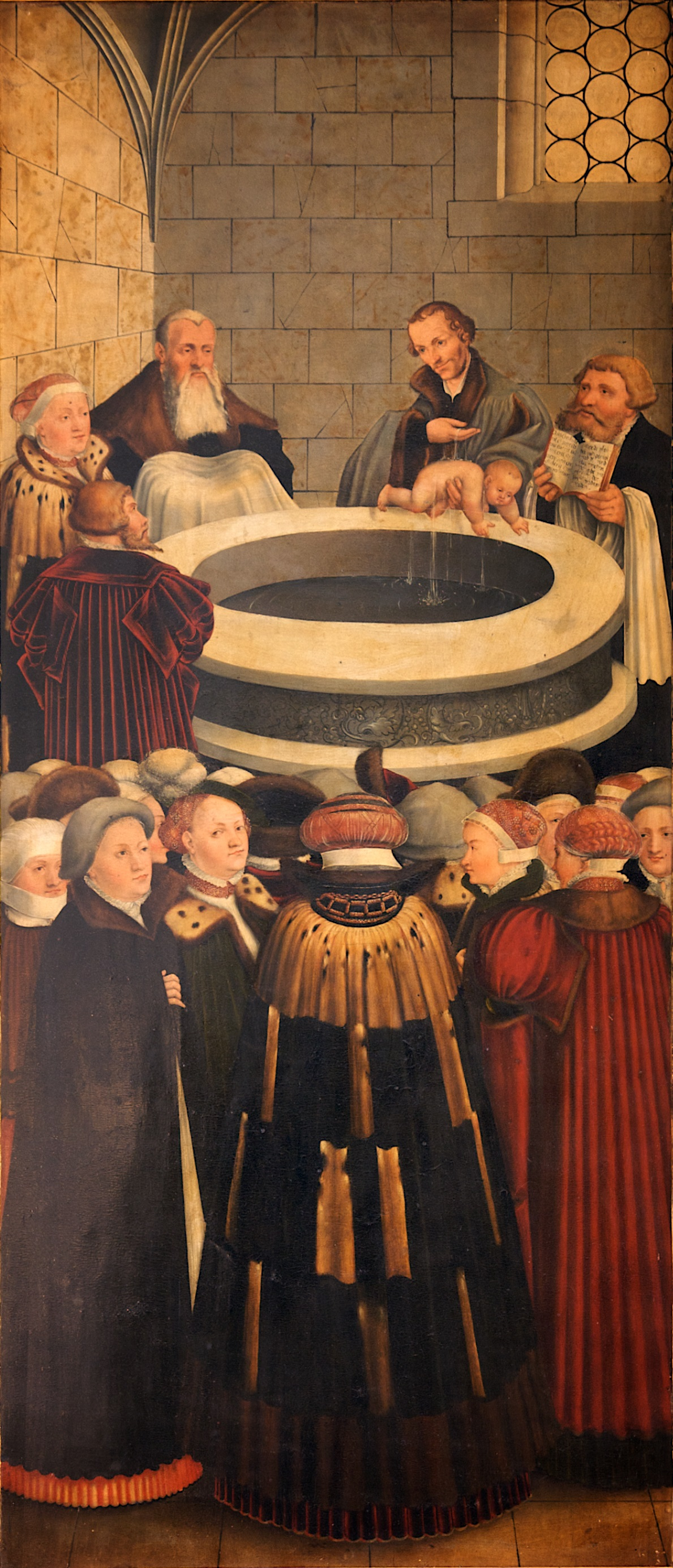
Melanchthon tauft durch Übergießen, Reformationsaltar in der Stadtkirche St. Marien, Lutherstadt Wittenberg

Bodenpiscinen kamen ab dem späten 7. Jahrhundert außer Gebrauch, weil die Kindertaufe zum Normalfall wurde. Seit dem 13. Jahrhundert sahen führende Theologen das dreimalige Untertauchen des Täuflings nicht mehr als notwendig an. Es reichte das dreimalige Übergießen. Das hatte praktische Gründe: Es war kalt in den mittelalterlichen Kirchen, und Säuglinge waren gefährdet.
Auf Lukas Cranachs Altarbild in der Wittenberger Stadtkirche sieht man, wie Philipp Melanchthon den nackten Säugling auf seinem linken Arm über das Taufbecken hält und den ganzen Körper mit der rechten Hand mit Wasser übergießt. Zwei Paten stehen bereit; einer hält ein großes Tuch zum Abtrocknen des Kindes, der andere das Taufkleid (Westerhemd).
Johannes Bugenhagen schrieb in der Hamburger Kirchenordnung von 1529, der Pfarrer solle das Kind aus den Tüchern nehmen, auf der Brust mit dem Kreuz bezeichnen, „und indem er die rechte Hand auf den Rücken hält, lege er auf zarte Weise das Kind auf die linke Hand, auf den Leib, und halte ihm die rechte Hand auf dem Rücken, dass ihm das Kind nicht entfalle bis über dem Taufwasser.“ Dort soll der Pfarrer die trinitarische Taufformel sprechen, „und indem er dies sagt, gieße er schnell das Wasser mit der rechten Hand dem Kinde über das Haupt, den Rücken entlang.“
Die Bremer Kirchenordnung von 1534 fordert ebenfalls, die Kinder auszuwickeln und sie entweder ins Wasser zu stecken oder ihnen das Wasser so über den Kopf zu gießen, dass es über den Rücken herunterlaufe.
In der Großen Württembergischen Kirchenordnung von 1553 erklärte Johannes Brenz, es sei „mittelmäßig“ (für den Glauben nicht entscheidend), ob die Kinder bei der Taufe untergetaucht oder begossen würden, und fügte hinzu, die Säuglinge sollten am besten ausgewickelt, aber, um „allerlei Gefahr zu verhüten“, nicht ins Wasser getaucht, sondern nackt mit Wasser übergossen werden.
Aber noch im 16. Jahrhundert wurde das Untertauchen der Kinder im Taufwasser ebenfalls praktiziert. So war es auch für Martin Luther selbstverständlich; im Taufbüchlein von 1526 formulierte er: „…dann nehme er das Kind und tauche es in die Taufe.“ Im Großen Katechismus betonte er die Symbolik der Handlung: „Das Werk aber oder die Gebärde ist das, dass man uns ins Wasser senket, das hier über uns hergehet, und darnach wieder herauszeucht.“
Das Rituale Romanum sah die Immersionstaufe als eine regional übliche Form der Taufe an und gab praktische Hinweise: „Wo es Brauch ist, die Taufe durch Untertauchen zu spenden, nimmt der Priester das Kind entgegen. Er achtet darauf, daß er ihm nicht weh tut, hebt es vorsichtig in das Taufbecken und tauft es durch dreimaliges Untertauchen. Dabei spricht er nur einmal: N., ich taufe dich … Dann heben der Pate oder die Patin oder beide zugleich das Kind, das sie aus der Hand des Priesters empfangen, aus dem Taufbecken heraus.“ Bei der Taufe eines Erwachsenen solle der Priester den Täufling an den Armen nahe der Schulter fassen und seinen Kopf dreimal unter Wasser tauchen, die Paten aber sollten den Täufling während dieses Rituals ebenfalls halten oder berühren.

### Gegenwart

#### Orthodoxe Kirchen
Die orthodoxen Kirchen haben die Taufliturgie der Spätantike besonders getreu bewahrt. Sie ist für Erwachsene eingerichtet, wird aber ebenso an Kindern vollzogen. Nach der Wasserweihe wird der Katechumene gesalbt (außer im armenischen Ritus), was ihn nach antiker Symbolik zum Kampf gegen das Böse stärken soll. Es folgt die Taufhandlung. Außer im byzantinischen und chaldäischen Ritus bleibt der Täufling nach der Taufe unbekleidet für die Salbung mit dem heiligen Öl (Myron), die sich anschließt.
- Im byzantinischen Ritus wird der Täufling durch vollständiges Untertauchen getauft, wobei der Zelebrant die Formel spricht: „Der Diener Gottes N. wird getauft im Namen des Vaters, des Sohnes und des Heiligen Geistes.“ Der Neugetaufte wird mit dem „Kleid der Gerechtigkeit“ bekleidet.
- Im armenischen Ritus wird das Kind in das Taufbecken gelegt. Der Priester gießt sodann Wasser auf die Stirn des Täuflings und spricht: „Der Diener Gottes N., der aus eigenem Willen aus dem Stand des Katechumenen zur Taufe kommt, wird jetzt getauft im Namen des Vaters und des Sohnes und des Heiligen Geistes.“ Er taucht das Kind nun dreimal mit dem Kopf ins Wasser und spricht jedes Mal: „Erlöst durch das Blut Christi aus der Knechtschaft der Sünde, hat er durch die väterliche Macht des himmlischen Vaters die Freiheit erhalten und wird zum Miterben Christi und Tempel des Heiligen Geistes.“
- Im syrischen und maronitischen Ritus gießt der Zelebrant dreimal Wasser mit der linken Hand auf den Täufling, während die rechte Hand auf dem Kopf des Katechumenen ruht. Bei den Syrern lautet die Taufformel: „N. wird getauft im Namen des Vaters, des Sohnes und des Heiligen Geistes zum ewigen Leben.“ Bei den Maroniten ist sie dagegen aktivisch formuliert: „N., ich taufe dich, Lamm der Herde Christi, im Namen des Vaters und des Sohnes und des Heiligen Geistes zum ewigen Leben.“
- Im chaldäischen Ritus befindet sich der Täufling bis zum Hals im Wasser und wird vom Zelebranten dreimal untergetaucht, wobei dieser spricht: „N. wird im Namen des Vaters und des Sohnes und des Heiligen Geistes zur Ewigkeit getauft.“ Daraufhin zieht der Neugetaufte seine normalen Kleider wieder an.
- Im koptischen Ritus wird der Täufling dreimal untergetaucht und danach jedes Mal angehaucht; die trinitarische Formel wird dabei in drei Teilen gesprochen: „N., ich taufe dich im Namen des Vaters – im Namen des Sohnes – im Namen des Heiligen Geistes. Amen.“

#### Römisch-katholische Kirche
Bei der Einführung des neuen Kindertaufritus 2008 wurde der Wert der Immersionstaufe betont: Die Taufe durch Untertauchen bringe die Symbolik der Teilnahme an Tod und Auferstehung Christi klarer zum Ausdruck als die Taufe durch Übergießen, die aber weiterhin als der Normalfall gilt. In der Praxis wurde die neue Alternative der Ganzkörpertaufe in den nächsten Jahren kaum genutzt. Traditionelle Taufbecken sind für die Ganzkörpertaufe von Kindern weniger geeignet, da sie meist zu klein sind und das Wasser auf Badetemperatur angewärmt werden sollte. „Als durchaus praktisch … hat sich ein schlichtes, aus starkem Kupferblech getriebenes Becken erwiesen, das sich nach unten verjüngt (60 cm hoch, oberer Durchmesser 51 cm, unterer Durchmesser 38 cm) und das auf einem Fuß von 38 cm Höhe steht. Es kann ca. 75 Liter Wasser aufnehmen.“
Die Anforderung an den Taufbrunnen und Taufort ist, dass er nur diesem Zweck dient und der Würde des Sakraments angemessen ist. Wünschenswert ist, dass das Wasser in den Taufbrunnen hineinfließt und daraus abfließen kann. So wird die Symbolik des „lebendigen Wassers“ sichtbar. Das Kind wird vom Zelebranten dreimal untergetaucht, wobei er die trinitarische Taufformel spricht („N., ich taufe dich im Namen des Vaters – und des Sohnes – und des Heiligen Geistes“). Wenn das Kind durch Übergießen getauft werden soll, kann es entweder in das Taufbecken gesetzt werden oder von einem Elternteil über das Taufbecken gehalten werden.
In den letzten Jahren sind Taufbecken für die Ganzkörpertaufe in katholischen Kirchen eingebaut worden:
- St. Maria Magdalena, Bochum-Höntrop (Bistum Essen): Schon im Jahr 2000 entstand am ehemaligen Standort des Altars unter der Apsis ein in den Boden eingelassenes Taufbecken mit kreuzförmigem Grundriss, in das nach altkirchlichem Vorbild Stufen hinabführen. Hier finden besonders in der Osternacht Erwachsenentaufen statt.[41]
- St. Agnes, Hamm (Erzbistum Paderborn): Der Taufort befindet sich im Chorraum der ehemaligen Franziskanerkirche. Das runde Taufbecken aus Kunststein ist bündig in den Boden eingelassen und hat einen Durchmesser von 2,90 Metern. Täufling und Liturg stehen im knietiefen Wasser.[42]
- St. Petrus, Wolfenbüttel (Bistum Hildesheim): Am 31. Mai 2022 wurde ein neues Taufbecken eingeweiht, dessen Größe die Ganzkörpertaufe ermöglicht. Es ist das erste Taufbecken dieser Art im Bistum Hildesheim.[43]

#### Evangelische Landeskirchen
- Zentrum Taufe, St. Petri-Pauli-Kirche, Lutherstadt Eisleben (Evangelische Kirche in Mitteldeutschland): In Luthers Taufkirche befindet sich seit 2012 ein zentrales, in den Boden eingelassenes rundes Taufbecken, das immer mit Wasser gefüllt ist, welches sich sichtbar bewegt (Symbolik des lebendigen Wassers). Dieser Taufort dient zugleich der Tauferinnerung. Es gab Vorbehalte gegen den Umbau des spätgotischen Kirchenraums zum Zentrum Taufe; Gemeindeglieder befürchteten, an historischer Stätte entstehe eine Event-Kirche.[44] Im Lauf von fünf Jahren wurden hier mehr als fünfzig Taufen gefeiert, meist von Jugendlichen und Erwachsenen. Einige Täuflinge kamen von anderen Landeskirchen hierher, weil hier die Ganzkörpertaufe in einem klassischen Kirchenraum möglich ist.[45]

### Moderne Taufbrunnen verschiedener Kirchen

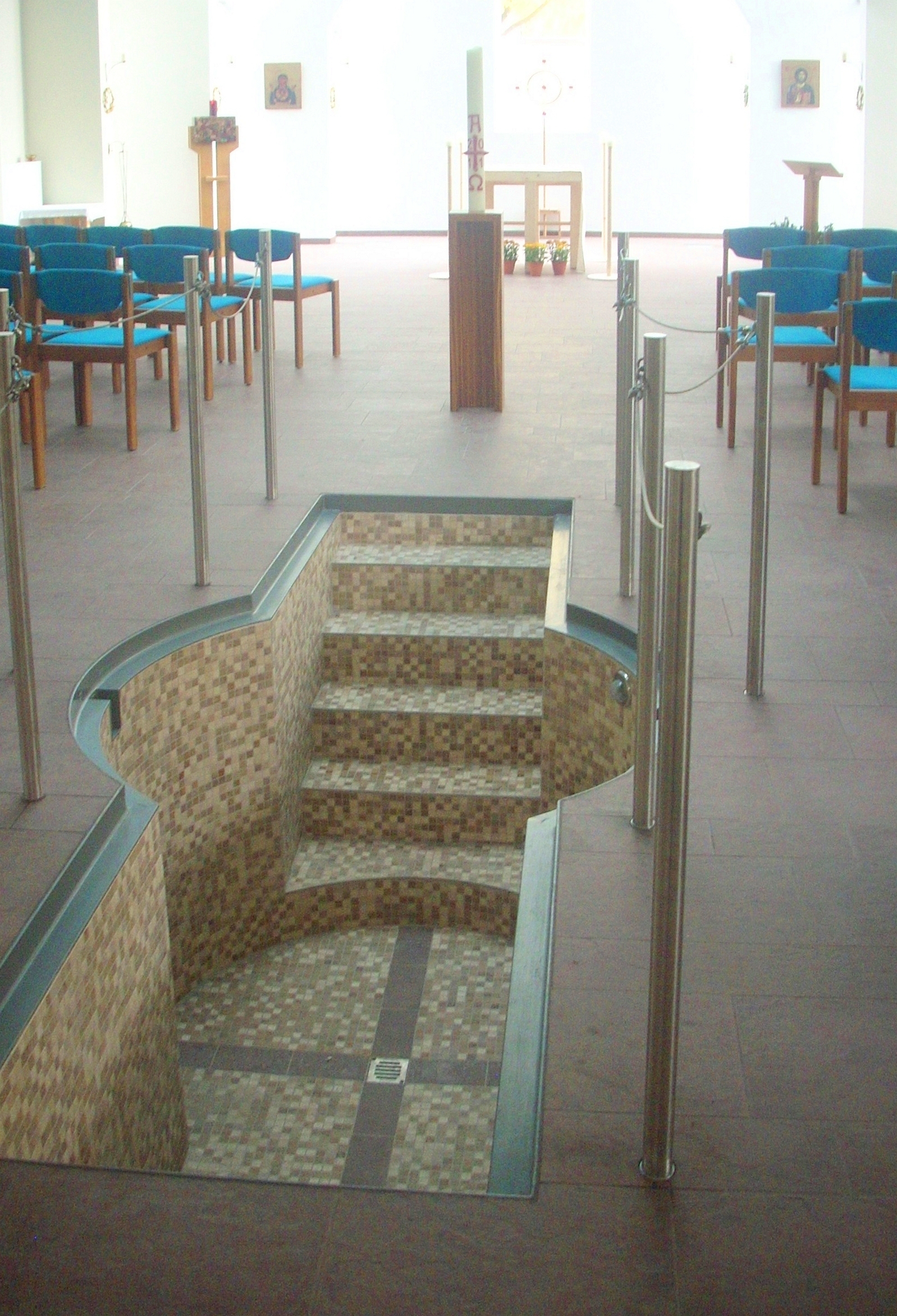
Alt-katholisch, Hannover
Evangelisch-freikirchlich, Heiligenstadt
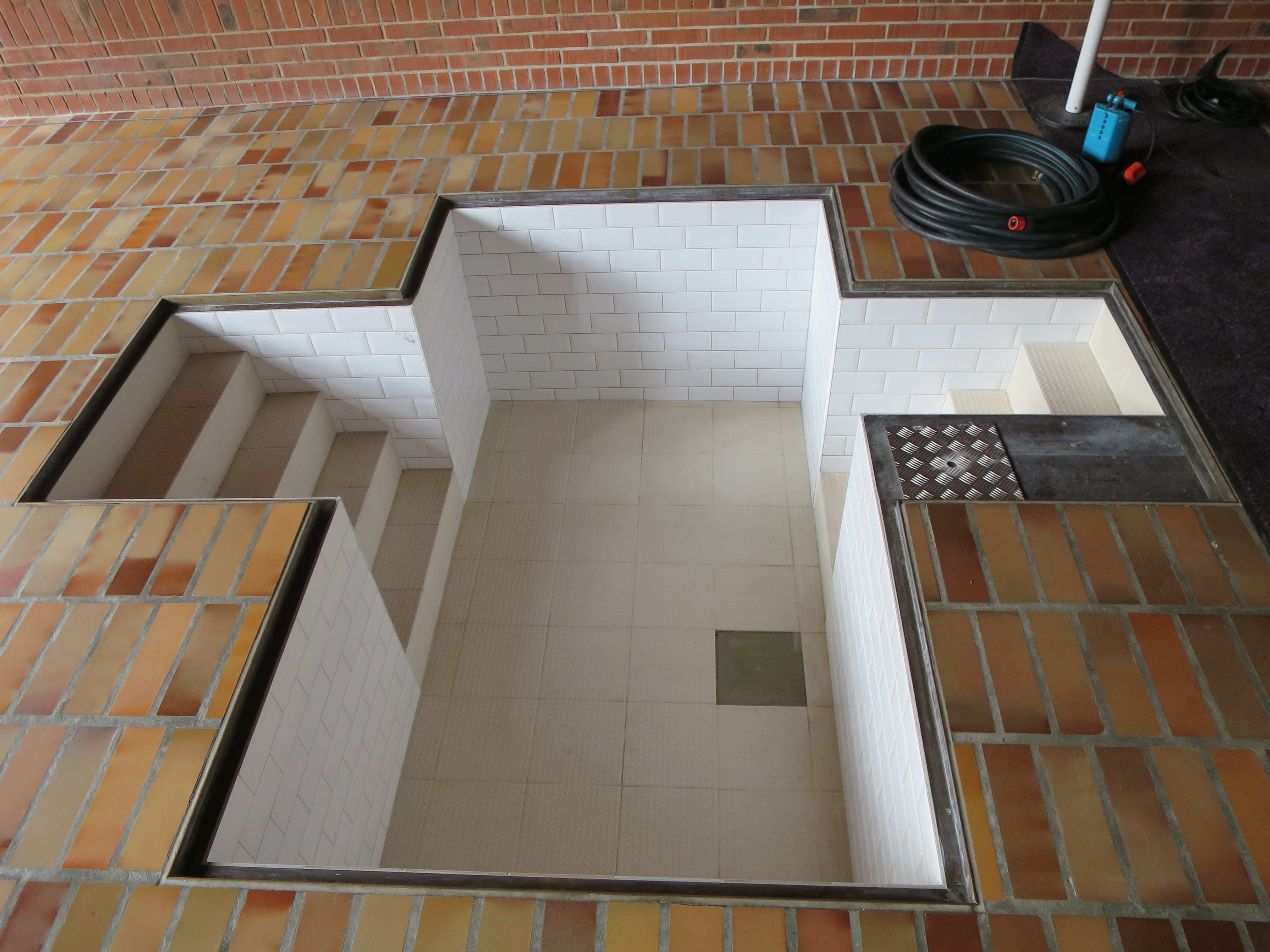
Evangelisch-reformiert, Thomaskirche Basel (Schweiz)
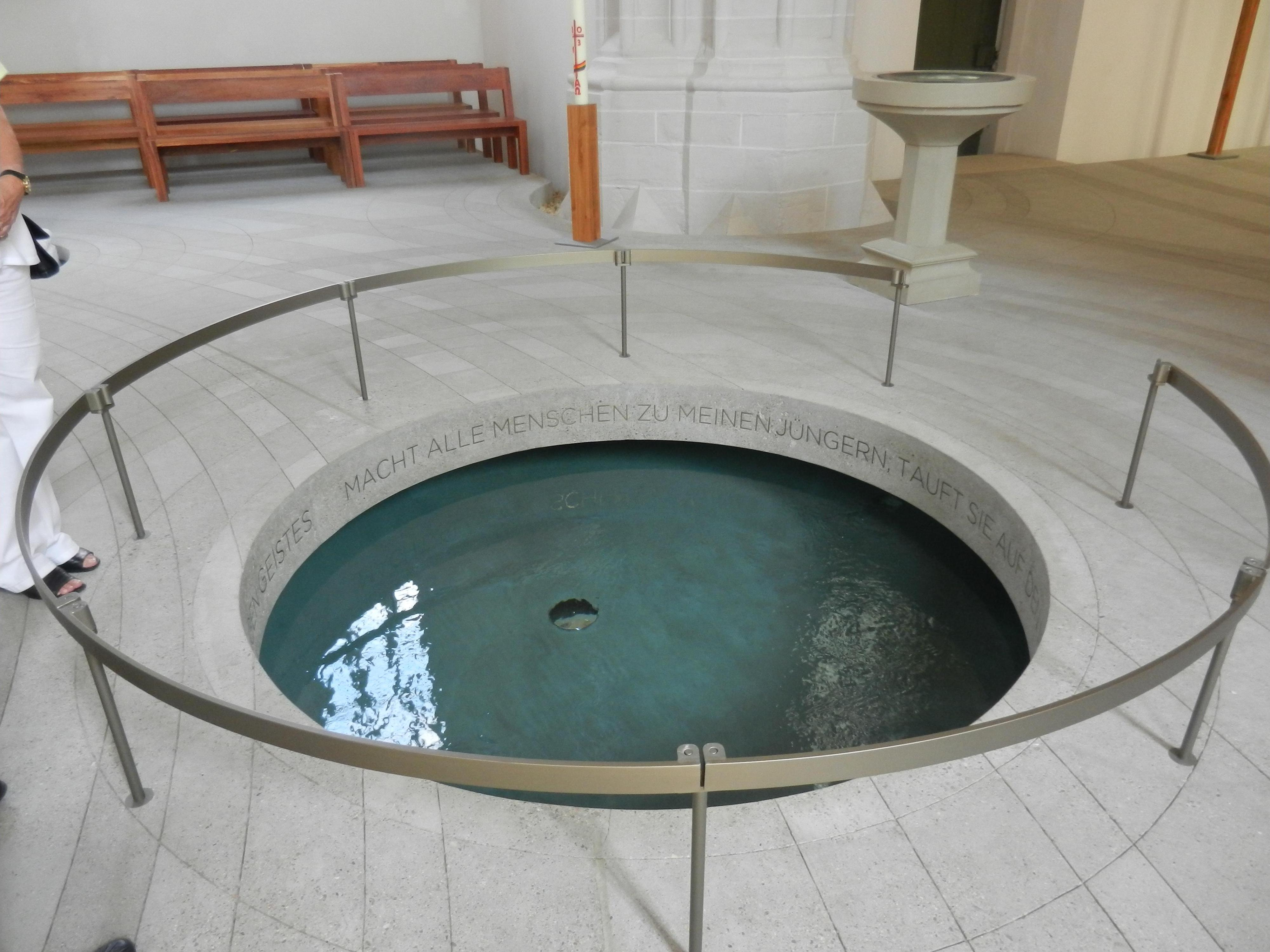
Evangelisch-lutherisch, Eisleben
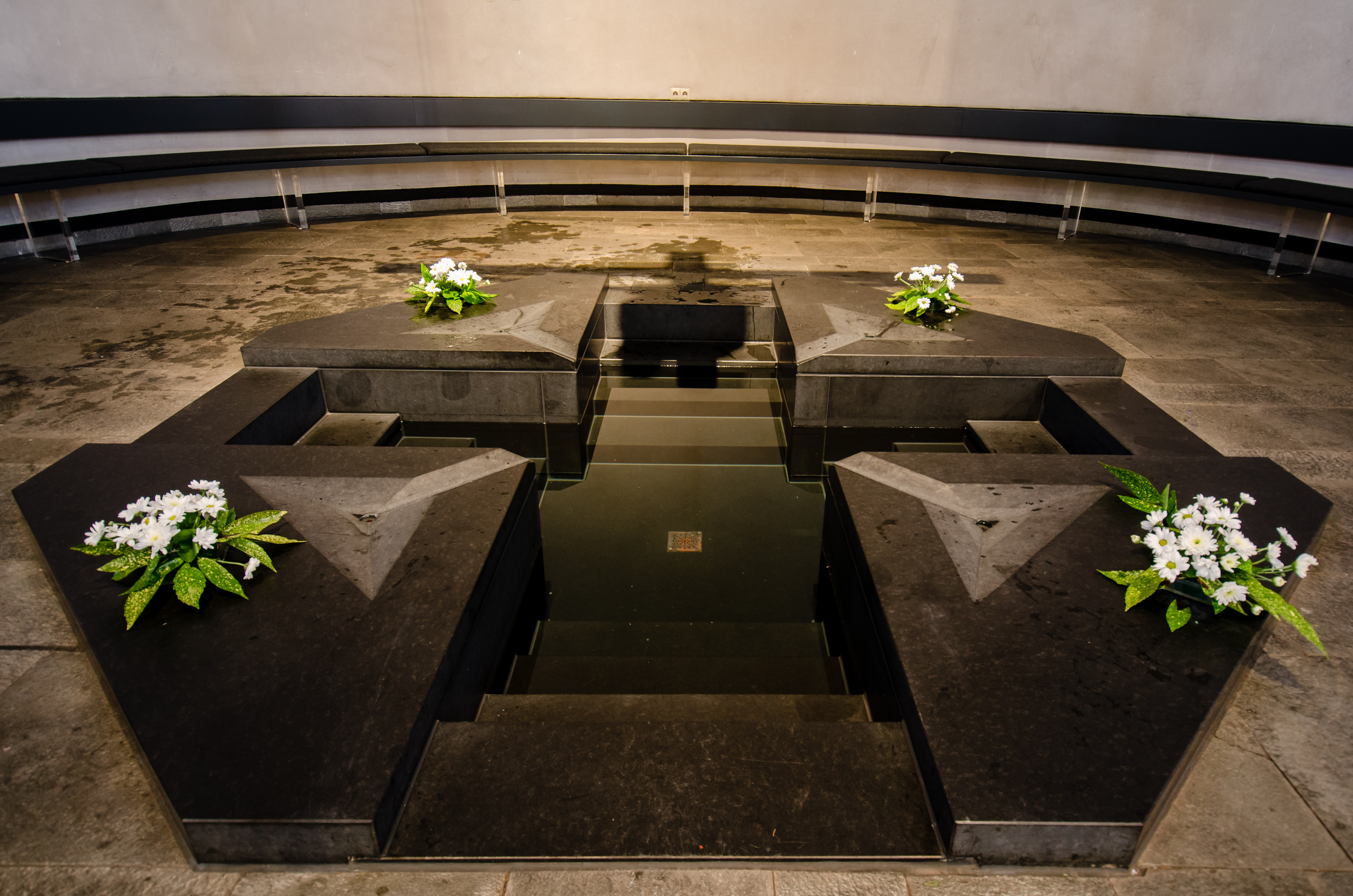
Römisch-katholisch, Bochum-Höntrop
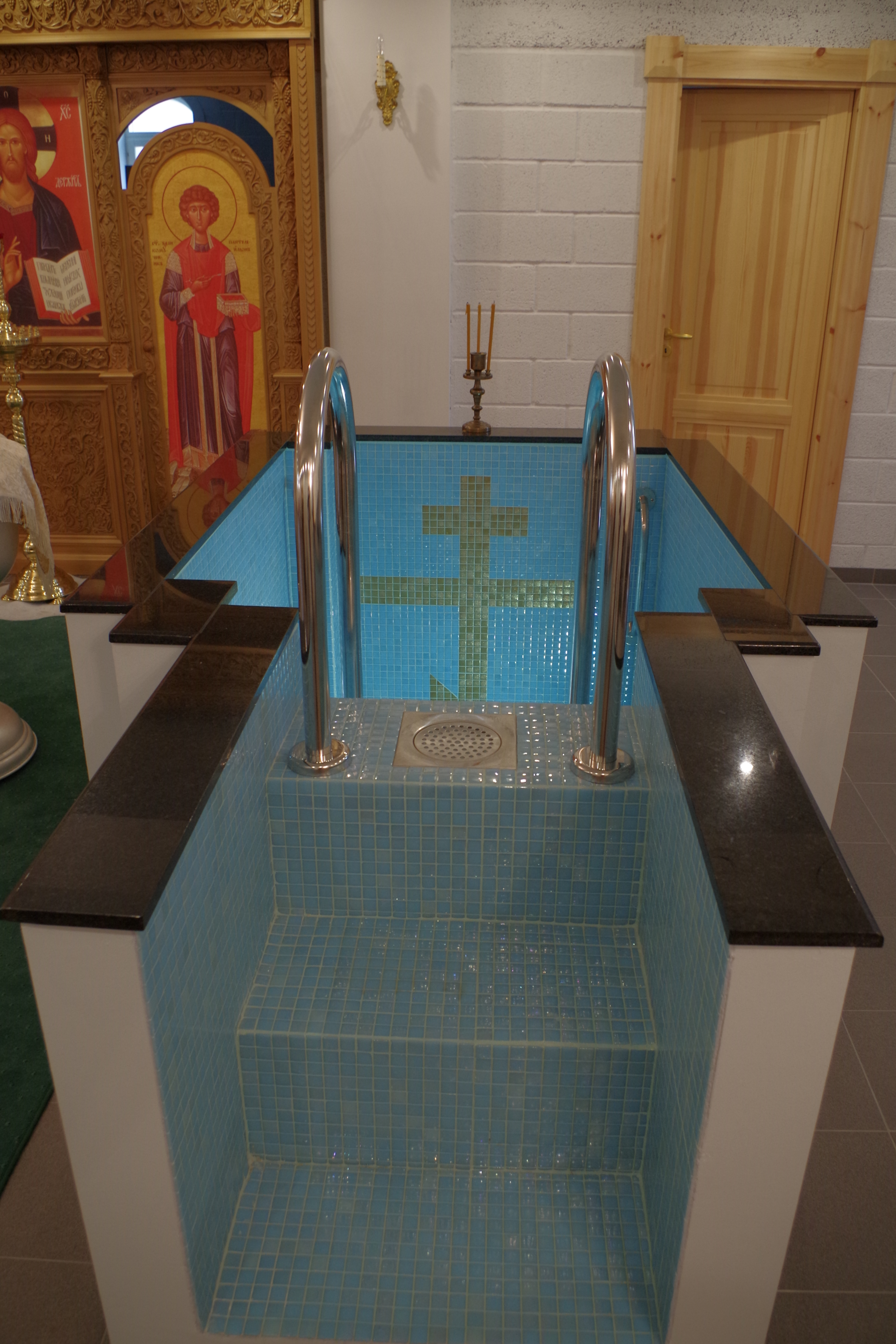
Russisch-orthodox, Paldiski (Estland)